# NES Sound Format
Das NES Sound Format bzw. Nintendo Sound Format (kurz NSF) ist ein Audio-Format, das Anweisungen für die Sound-Hardware des Nintendo Entertainment System (NES) enthält. NSF-Dateien ähneln den SID-Dateien des Commodore.  NSF-Dateien können aus ROM-Images kommerzieller Nintendo-Spiele erzeugt werden und enthalten deren gesamten Soundtrack, bisweilen sogar die Soundeffekte. Komponisten und Bastler benutzen jedoch ebenfalls das NSF-Format, um neue Chiptunes selbst zu entwickeln.
Eine NSF-Datei ist ein modifiziertes ROM-Abbild, bei dem der Programmcode, die Daten und die Grafiken entfernt wurden und nur die Musik-Engine und -Daten übrig gelassen wurden. Die Dateien können durch Verwendung verschiedener Plug-ins oder Player abgespielt werden, einschließlich NES-Emulatoren. Dabei werden die ursprünglichen Mechanismen der NES-Konsole zur Tonerzeugung genutzt. Es gibt auch Programme wie NSF2MIDI, um aus NSF-Dateien MIDI-Dateien zu erzeugen.

## NSFe
NSFe (Extended Nintendo Sound Format) ist ein NSF-Format, das es gestattet, Titel und Timings für einzelne Tracks festzulegen. Ebenso kann die Reihenfolge der Tracks geändert oder bestimmte Tracks markiert werden, die vom Player ignoriert werden sollen.